# 久留島浩
久留島 浩（くるしま ひろし、 1954年 -  ）は、日本の歴史学者。専門は日本近世史、博物館教育。国立歴史民俗博物館館長、総合研究大学院大学教授を併任。
大学時代から山梨県を対象とした調査研究を行い、幕府直轄領で代官支配が行われていた甲州において領主と在地側の中間に位置し、組合村を代表して代官領の諸御用にあたる郡中惣代の存在に注目する。その後は備中国をはじめ各地の幕領における同様の「中間支配機構」の存在を検出し、「組合村ｰ惣代庄屋」制の概念を提唱する。

## 経歴
- 1977年　東京大学文学部卒業
- 1983年　東京大学大学院文学研究科博士課程単位取得退学、東京大学文学部助手
- 1985年　千葉大学教育学部講師
- 1987年　千葉大学教育学部助教授
- 1998年　国立歴史民俗博物館歴史研究部助教授
- 1999年4月　総合研究大学院大学文化科学研究科日本歴史研究専攻助教授併任
- 2003年　国立歴史民俗博物館歴史研究部教授
- 2003年3月　東京大学より博士（文学）の学位を取得、学位論文の題は「近世幕領の行政と組合村」[1]。 総合研究大学院大学文化科学研究科日本歴史研究専攻教授併任
- 2004年　大学共同利用機関法人人間文化研究機構国立歴史民俗博物館研究部教授
- 2010年　国立歴史民俗博物館副館長
- 2014年　国立歴史民俗博物館館長（平川南の後任）

## 著書
- 『近世幕領の行政と組合村』東京大学出版会、2002年

### 共著・共編
- 『近世の社会集団 由緒と言説』吉田伸之共編　山川出版社　1995
- 『近世の社会的権力 権威とヘゲモニー』吉田伸之共編　山川出版社　1996
- 『支配をささえる人々』編　吉川弘文館・シリーズ近世の身分的周縁 2000
- 『身分を問い直す』塚田孝, 吉田伸之共編　吉川弘文館・シリーズ近世の身分的周縁 2000
- 国立歴史民俗博物館編『歴史展示とは何か 歴博フォーラム 歴史系博物館の現在・未来』（小島道裕・金子淳・吉田憲司・青木俊也・岩城卓二・竹内有理と共著、アム・プロモーション、2003年）
- 『展望日本歴史 17 近世から近代へ』奥村弘共編　東京堂出版 2005
- 『アジアの国民国家構想 近代への投企と葛藤』（趙景達共編、青木書店、2008年）
- 『文人世界の光芒と古都奈良 大和の生き字引・水木要太郎』（高木博志・高橋一樹と共編、思文閣出版、2009年）
- 『国民国家の比較史』趙景達共編　有志舎　2010
- 『薩摩・朝鮮陶工村の四百年』須田努, 趙景達共編　岩波書店　2014
- 『描かれた行列 武士・異国・祭礼』編　東京大学出版会　2015

## 論文
- 「百姓と村の変質」『日本通史』第15巻 岩波書店、1995年
- 「村が『由緒』を語るとき」『近世の社会集団』 山川出版社、1995年
- 「『中間支配機構』を『社会的権力』論で読み直す」『近世の社会的権力』山川出版社、1996年
- 「行列の作法」朝日百科「日本の歴史」別冊「行列と見世物」朝日新聞社、1994年
- 「『一村立』の村の自画像」朝日百科「日本の歴史」別冊「家・村・領主」朝日新聞社、1994年
- 「十九世紀における相給村落の内と外 上総国埴生郡立木村高橋家『御用留』を素材として」『千葉県史研究』7別冊、1999年
- 「歴史系博物館のあり方をめぐって」『ヒストリア』167号、1999年
- 「これからの歴史系博物館について」地方史研究協議会編『21世紀の文化行政－地域史料の保存と活用－』名著出版、2001年
- 「明治初年の東海道宿駅助合勤埋金一件」『千葉県史研究』10　別冊　近世特集号（房総の近世1）』2002年
- 「史料と歴史叙述 歴史系博物館における『歴史展示』」歴史学研究会編『歴史学における方法的転回　現代歴史学の成果と1980-2000年』青木書店、2002年
- 「長崎くんち考 城下町祭礼としての長崎くんち」『国立歴史民俗博物館研究報告』103、2003年